# Comuna Velîki Didușîci, Strîi
Velîki Didușîci (în ucraineană Великі Дідушичі) este o comună în raionul Strîi, regiunea Liov, Ucraina, formată din satele Mali Didușîci, Uhilnea și Velîki Didușîci (reședința).

## Demografie
Componența lingvistică a comunei Velîki Didușîci
     Ucraineană (99,94%)
     Alte limbi (0,03%)
Conform recensământului din 2001, majoritatea populației comunei Velîki Didușîci era vorbitoare de ucraineană (99,94%), existând în minoritate și vorbitori de alte limbi.